# Bučkův kopec
Bučkův kopec (315 m n. m.) je vrch v okrese Ústí nad Orlicí v Pardubickém kraji. Leží asi 1,8 km ssv. od města Vysoké Mýto, na pomezí katastrálních území Vysokého Mýta a obce Slatina.

## Geomorfologické zařazení

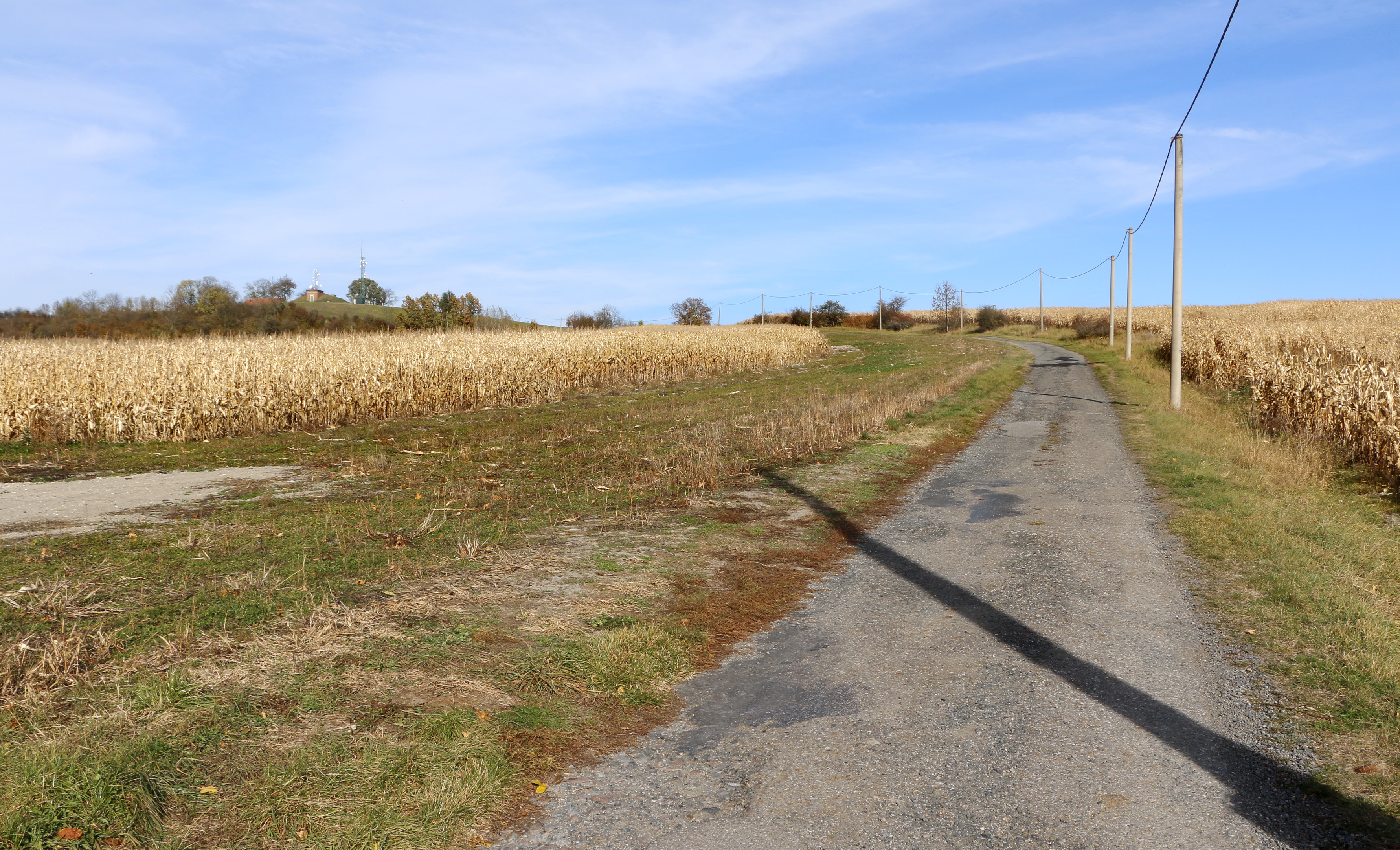
Cesta ke kopci

Geomorfologicky vrch náleží do celku Svitavská pahorkatina, podcelku Loučenská tabule, okrsku Litomyšlský úval a podokrsku Vysokomýtská kotlina.